# Rockborgen

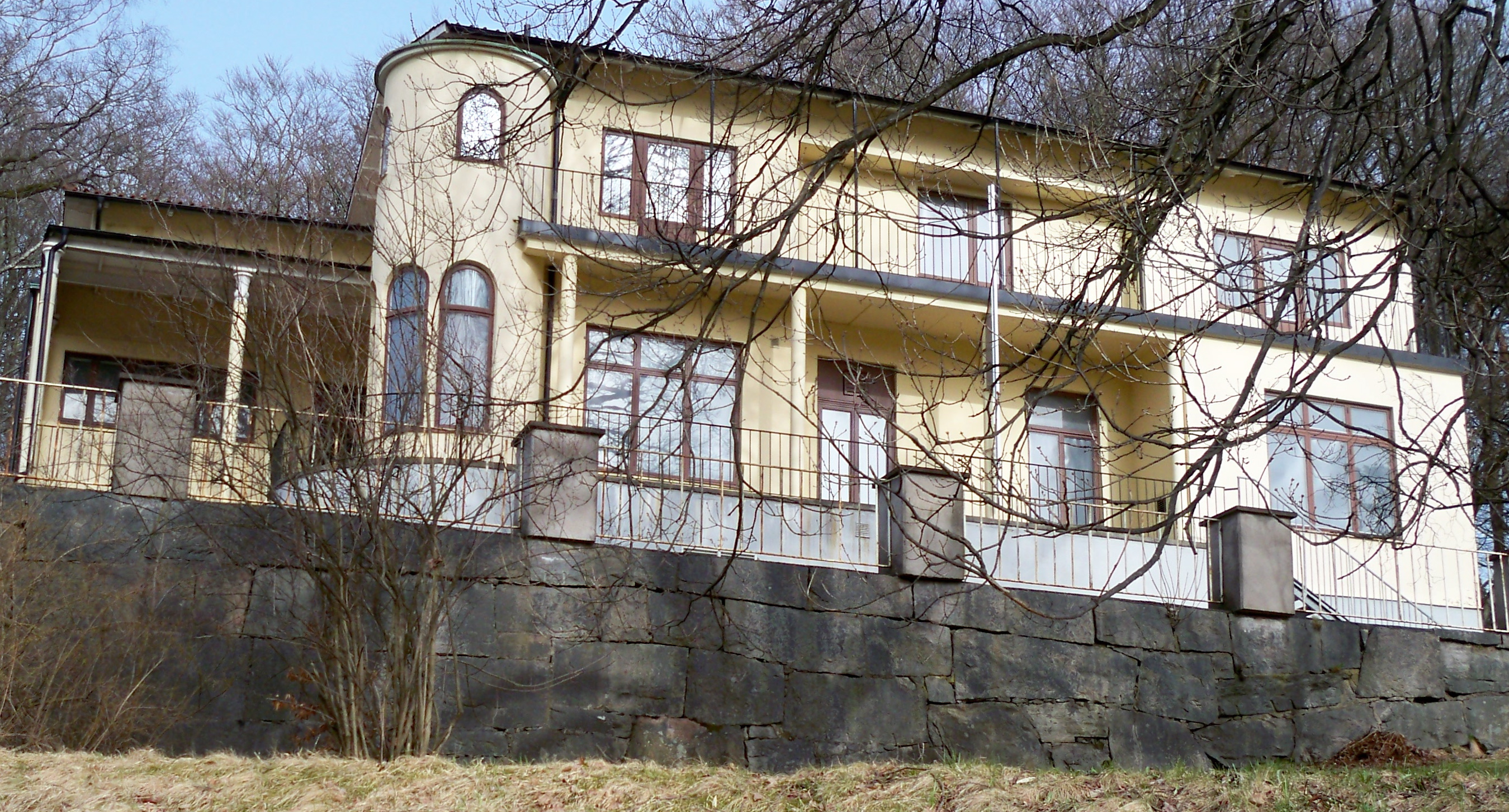
Rockborgen.

Rockborgen (före detta Musikhuset) var ett kulturhus beläget i Annelundsparken i Borås. Rockborgen var stadens enda kultur- och nöjesställe och var öppet för alla oavsett ålder och utan kommersiellt syfte. Musikhusets första konsert ägde rum 3 november 1973 med Älgarnas trädgård och Thomas Wiehe i Allégården, där den ideella föreningen länge hyrde lokal och var en del av det riksomfattande Kontaktnätet. Arrangemang hölls även i flera andra lokaler, som Sven Eriksonskolans aula och Folkets hus, innan föreningen i början av 1980-talet fick sin första egna konsertlokal i Systembolagets tidigare lokaler på Bryggaregatan.
Under 1970-talet dominerade proggmusiken utbudet med samhällsengagerade rocktexter på svenska. I mars 1977 utgavs Det rullande paradiset, vilket var en renodlat litterär diktantologi med fem poeter. Även det lokala skivbolaget Knäpp, vilket kring 1980 gav ut skivor med musikgrupper som Thomas Ahlsén Band, Unos kanoner och Knallpulverorkestern hade koppling till Musikhuset.
Under 1980-talet fortsatte akterna att blandas ännu mer och Musikhuset flyttade till permanenta lokaler i Solbacken, en gammal fabrikörsvilla i Annelundsparken, vilken på 1960-talet var Borås första fritidsgård. Föreningen bytte namn till Rockborgen och påbörjade en verksamhet med replokaler åt lokala grupper. I början av 1990-talet utgavs den första CD-skivan med grupper från Borås, i en serie som fick namnet 033. Hittills har det utkommit sex volymer. 
Rockborgen hamnade 2017 i tvist med Borås kommun efter att kulturnämnden nekat Rockborgen årsbidrag. Detta bidrog till att föreningen inte kunde betala hyra. Efter att ha vägrat lämna lokalerna i Villa Solbacken stämdes föreningen av Borås kommun 2018. Rockborgen bestred stämningen men tvingades 2019 lämna Villa Solbacken. 
I över fyra decennier var Stefan Arontzon den drivande kraften bakom föreningen. När Arontzon gick bort i juli 2022 stod föreningen skriven på hans adress.